# Madrid Maersk
Madrid Maersk — найбільший контейнеровозом на момент запуску в 2017 році, але був перевершений незабаром після запуску OOCL Hong Kong, і став другим контейнеровозом, який перевищив поріг у 20 000 TEU після MOL Triumph. Був побудований на верфі Daewoo Shipbuilding & Marine Engineering і переданий в квітні 2017 року. Першим портом під час його першого плавання був порт Тяньцзінь, Китай.
Madrid Maersk має місткість 20 568 TEUs і є першим з одинадцяти контейнеровозів класу Triple Е другого покоління. Maersk Line, власник компанії, прийняв решту десяти плюс 17 додаткових менших суден для заміни старих кораблів до кінця 2018 року.

## Дивись також
- Контейнеровоз Е-класу
- Контейнеровоз Triple класу Е